# BBÖ 1670
Die BBÖ 1670 und die BBÖ 1670.1 waren elektrische Lokomotiven der Österreichischen Bundesbahnen BBÖ.

## Geschichte

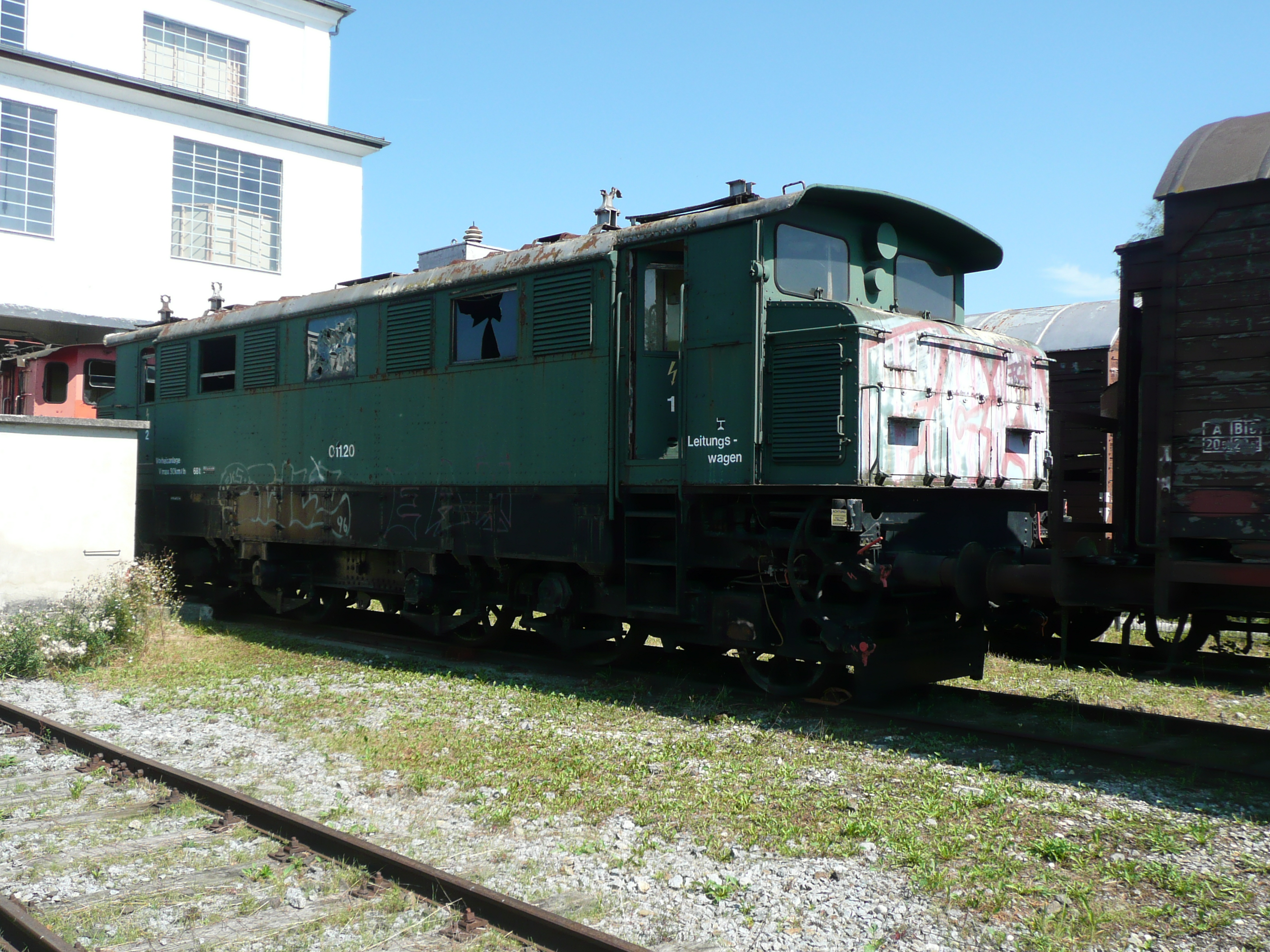
Vorheizanlage 011.20 im Eisenbahnmuseum Ampflwang Zustand 2012, im Frühjahr 2019 verschrottet

Für die neu elektrifizierte Strecke der Salzburg-Tiroler-Bahn westlich von Salzburg wurden Lokomotiven benötigt, die stärker waren als die „Talschnellzugslokomotiven“ der Reihe 1570.

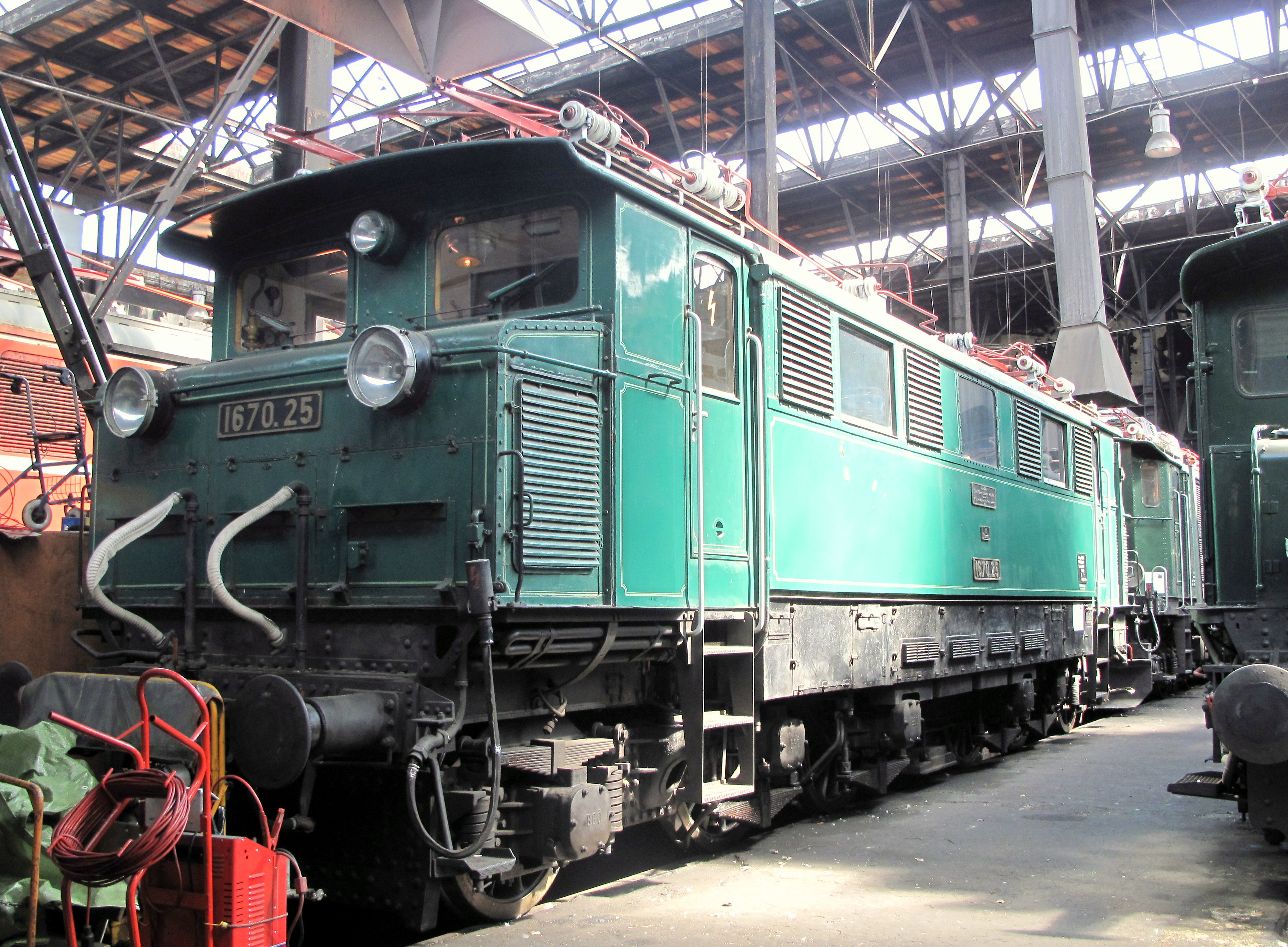
Museumslok 1670.25 im Eisenbahnmuseum Strasshof

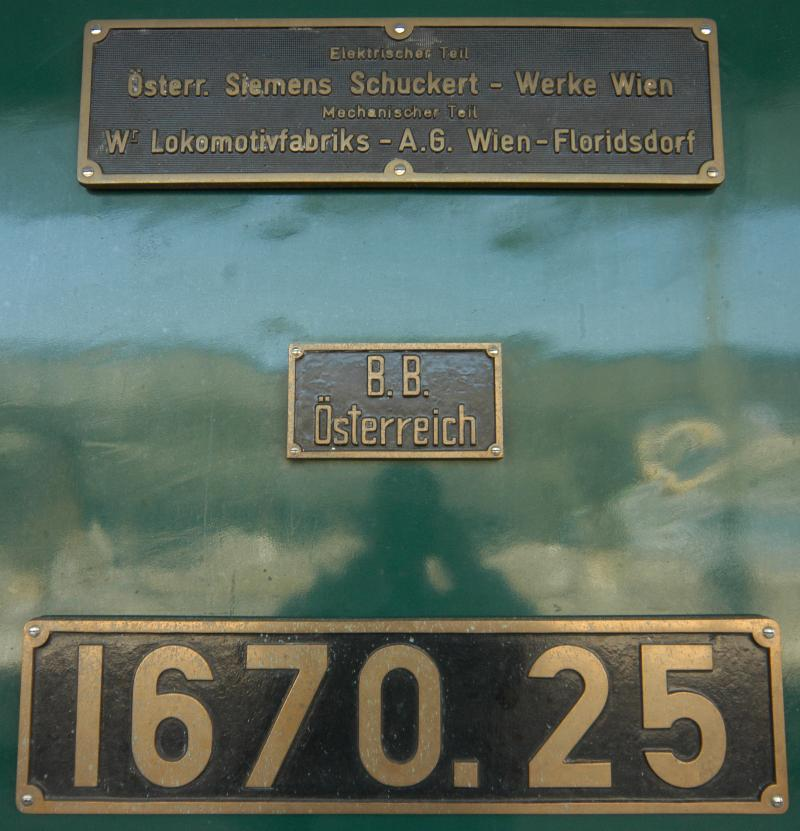
Fabriks- und Nummernschild der 1670.25

Man wollte aber nicht vom mittlerweile bewährten Antrieb der 1570er abgehen, allerdings bedingte die höhere Leistung zusätzliches Gewicht im elektrischen Teil, das durch Leichtbau im mechanischen Teil wettgemacht werden sollte. Markant ist hierbei die Anordnung elektrischer Apparate, unter anderem auch der Schützensteuerung, in Kästen unterhalb des Wagenkastens.
Als Hauptlieferant fungierten für den elektrischen Teil wieder die Österreichischen Siemens-Schuckert Werke; der mechanische Teil der ersten 24 Lokomotiven wurde von Krauss in Linz gefertigt. Nach Schließung dieses Linzer Werkes wurde der mechanische Teil weiterer fünf Lokomotiven von der Lokomotivfabrik Floridsdorf geliefert. Die insgesamt 29 Maschinen wurden in Innsbruck stationiert.
Der extreme Leichtbau bewirkte allerdings viele Schäden sowohl am mechanischen als auch am elektrischen Teil, sodass die Fahrzeuge recht bald wieder aus dem Verkehr gezogen werden mussten. Erst eine entsprechende Verstärkung, die aber zu einer Überschreitung des geforderten Gesamtgewichts um nicht weniger als zehn Tonnen führte, brachte eine Verbesserung.
Fünf 1932 nachgelieferte Maschinen Reihe 1670.1 durften etwas schwerer sein und unterschieden sich in Details von den ersten Lokomotiven (vgl. Tabelle).
Trotz des Umbaus gab es aber immer noch Probleme. So kam es etwa aufgrund des Vertikalantriebes immer wieder zu Maschinenschäden, wenn die Fahrzeuge geschleppt wurden. Erst ein Umbau des Antriebs verschaffte Abhilfe und ermöglichte darüber hinaus auch eine Einmannbedienung, da die davor notwendige ständige Überwachung der Schmierung des Antriebs entfallen konnte.
Die Deutsche Reichsbahn bezeichnete die Loks ab 1938 als E 22.1 (1670) und E 22.2 (1670.1). Drei 1670er und eine 1670.1 gingen im Zweiten Weltkrieg verloren. Dies waren E 22 112 (ex 1670.12), E 22 118 (ex 1670.18) und E 22 119 (ex 1670.19), sowie E 22 203 (ex 1670.103).
Ab 1953 kehrten die ÖBB zur Ursprungsbezeichnung zurück. Mit der Elektrifizierung der Westbahn bis Wien zu Beginn der 1950er Jahre kamen sie mit Schnellzügen dabei regelmäßig in den Osten Österreichs. Im Schnellzugsdienst wurden sie nach und nach von jüngeren Baureihen wie 1018, 1010 und 1042 verdrängt. Sie wurden im Westen Österreichs zusammengezogen, wo sie in Innsbruck und Bludenz ausliefen.

### Verbleib
Die letzten Fahrzeuge wurden 1983 ausgemustert. Viele Loks wurden danach als Vorheizanlagen wieder in Betrieb genommen und als solche erst in den 1990er und 2000er Jahren ausgemustert und verschrottet.
1670.09 und 25 sowie die 1670.104 blieben erhalten und werden für Nostalgiefahrten eingesetzt: 1670.09 ist im Besitz der ÖGEG in Salzburg, 1670.25 im Eisenbahnmuseum Strasshof und 1670.104 befindet sich im Besitz des Vereins Historische Elektrolokomotiven Bludenz. 1670.21 blieb ebenso bis heute erhalten und dient in Knittelfeld als Vorheizanlage.
Die Vorheizanlage, welche aus der 1670.102 entstand, wurde von der ÖGEG erworben und schließlich 2019 verschrottet.

## Technische Merkmale
Die acht Motoren waren vertikal im Lokkasten gelagert, jeweils zwei Motoren wirkten auf eine Antriebsachse. Über Kegelzahnräder wurden die Hohlwellen der Achsen angetrieben. Aus Platzgründen wurden die Schütze und andere Bauteile seitlich unterhalb des Lokkastens angebracht. Das Dienstgewicht betrug ursprünglich 96 t, nach dem Umbau 107 t. Die 1670.1 wurden gleich in verstärkter Bauart abgeliefert.